# Whist-Marker

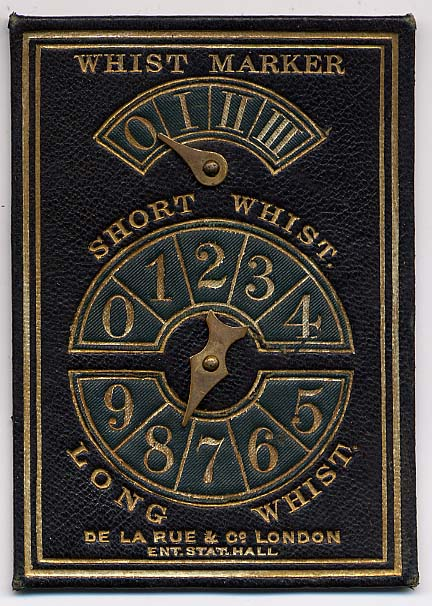
De la Rue Whist-Marker des 19. Jahrhunderts mit Skalenblatt für das „lange Whist“ und „kurze Whist“

Ein Whist-Marker war ein historischer Spielpunktzähler englischer Herkunft, auf der die aktuelle Punktzahl im Spiel von Whist aufgezeichnet wurde. Whist-Marker kommen im Allgemeinen paarweise: ein Marker für jede Whist-Partnerschaft.

## Whist-Punktesystem
Die Whist-Marker entsprachen dem damaligen Punktesystem des Whists, wobei man für jeden Überstich, d. h. Stich über das Book („Buch“ d. h. 6 Stiche), einen Point (Spielpunkt) bekommt. Ein Rubber (auch „Robber“ auf Deutsch) besteht aus drei Partien. Beim Gewinn bekommt die siegende Spielpartei soganannte Rubber Points (Rubber-Punkte) oder Spielmarken und zwar:
- Ein Treble (dreifach) heißt, dass die Gegner keine Punkte haben. Wert: 3 Rubber Points
- Ein Double (doppelt) heißt, dass die Gegner nur 1 od. 2 Punkte haben. Wert: 2 Rubber Points
- Ein Single (einfach) heißt, dass die Gegner 3 od. 4 Punkte haben. Wert: 1 Rubber Point

Man braucht nur zwei Partien zu machen, um den Rubber zu gewinnen. Aber die Zahl der Rubber Points hängt auf der einzelnen Spielergebnisse ab. Die Gewinner des Rubbers bekommt zwei zusätzliche Rubber Points, müssen aber die, die von den Gegner gemacht haben, abschlagen, um die von den Gegner zu bezahlenden Consolation zu berechnen. Also die möglichst meisten Rubber Points war acht, wenn man zwei hintereinandere Treble gewann und daher (2 x 3) + 2 - 0 = 8 Rubber Points machte. Die möglichst wenigste war nur ein, wenn man zwei Singles gewann, die Gegner aber einen Triple, und daher bekommt man (2 x 1) + 2 - 3 = 1 Rubber Point.

## Whist-Marker mit Skalenblatt
Whist-Marker mit Skalenblätter tauchten im 19. Jahrhundert in England auf. Sie wurden aus Leder gemacht und mit metallische drehbare Punktezeiger ausgestattet. Der obige Punktezeiger zeigt die Rubber Points auf; die untere, die Spielpunkte. Die Ziffer von 5 zu 9 wurden nur für das lange Whist benutzt; die Ziffer 0-4 für beide Spielvariante (s. Bild oben).

## Whist-Marker mit Klappen

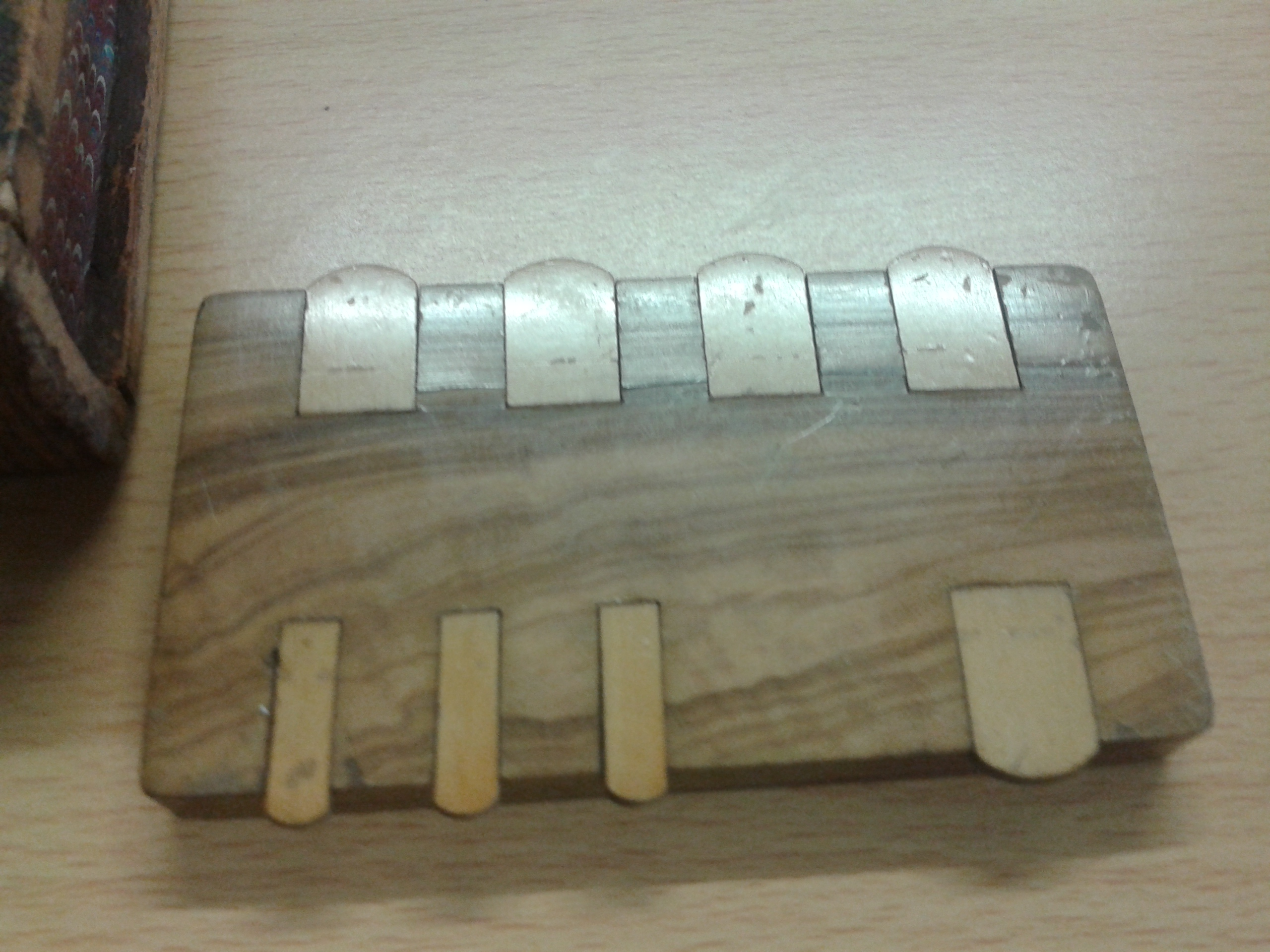
Whist-Marker mit geschlossenen Klappen

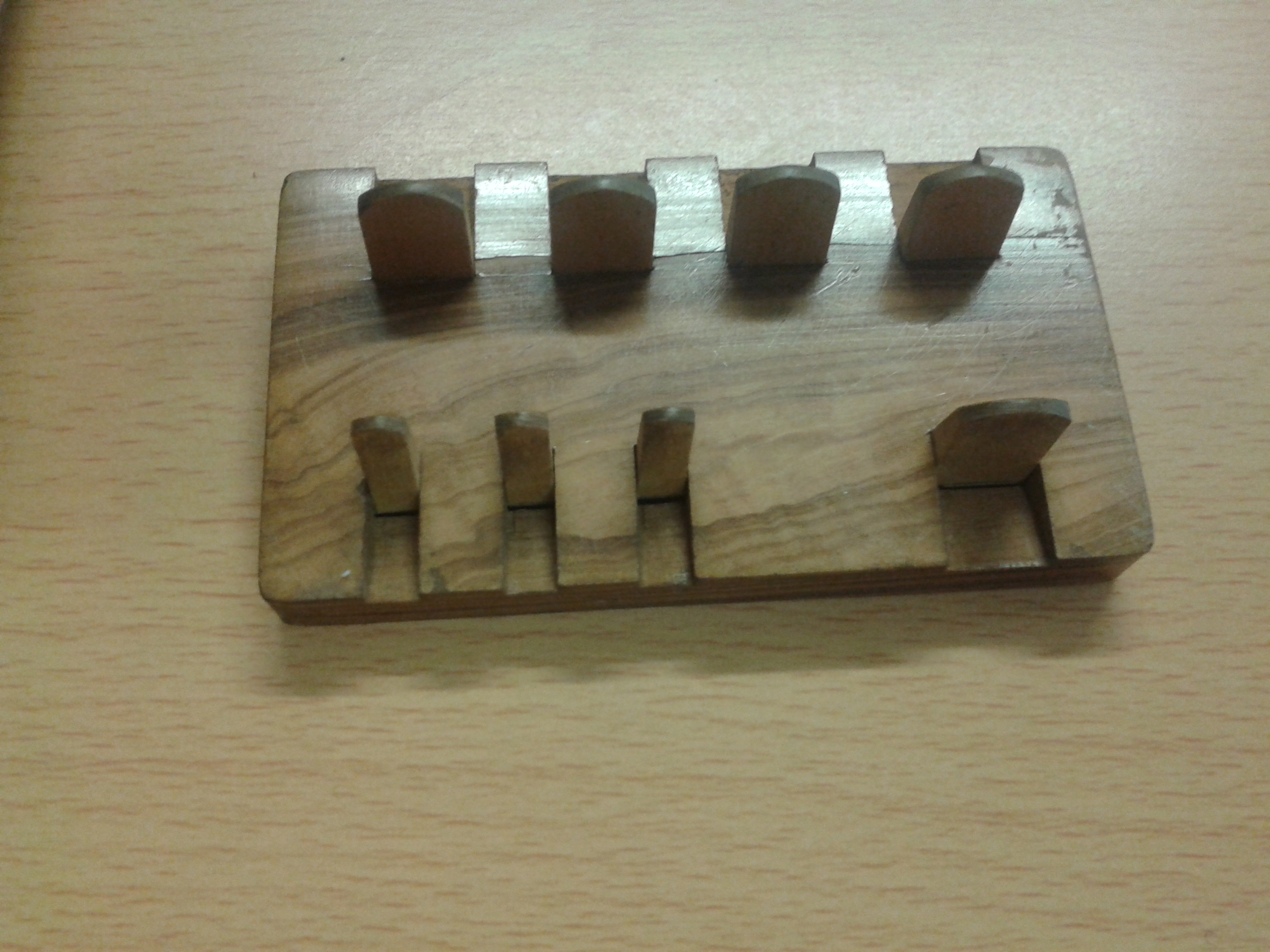
Whist-Marker mit geöffneten Klappen

Hölzerne Whist-Marker tauchten im späten 19. Jahrhunderts in England auf. Sie wurden mit farbig abgesetzten Klappen ausgestattet. Diese wurden aus verschiedenen Holzarten, wie Buche, Mahagoni, Palisander und Ebenholz, oder sogar aus Elfenbein hergestellt. Wenn aufgehoben zeigen die vier breite Klappen auf der einer Seite die Anzahl der bisher in der Partie gewonnenen Punkte; eine Klappe pro Punkt. Die alleinstehende breite Klappe auf der andere Seite steht für 5 Punkte und wurde nur beim langen Whist benutzt. Die drei schmalen Klappen zeigen die Anzahl der in der ersten gewonnenen Partie die sog. Rubber Points, also eine Klappe beim Single, zwei beim Double und drei beim Treble. Bei der zweiten gewonnenen Partie braucht man keine mehr Rubber Points zu zeigen, weil die Partie gewonnen ist und man rechnet sofort die Gewinne und Verluste. Dieses System wurde auf Anzeigen dargestellt.